# Halcurias minimus
Halcurias minimus är en havsanemonart som beskrevs av Oscar Henrik Carlgren 1928. Halcurias minimus ingår i släktet Halcurias och familjen Halcuriidae. Inga underarter finns listade i Catalogue of Life.